# Etsuko Inada
Pour les articles homonymes, voir Inada.
Etsuko Inada (née le 8 février 1924 à Ōsaka au Japon - morte le 8 juillet 2003 à Chiba au Japon), est une patineuse artistique japonaise. Elle a été sept fois championne du Japon entre 1935 à 1951.

## Biographie

### Carrière sportive
Etsuko Inada est une pionnière du patinage artistique au Japon. Elle a remporté les championnats du Japon à sept reprises ; la première fois en 1935 à 11 ans et la dernière fois en 1951 à 27 ans.
Elle a représenté son pays en 1936 à trois grandes compétitions internationales, alors qu'elle n'avait que 11/12 ans : les championnats d'Europe en janvier à Berlin, les Jeux olympiques d'hiver en février à Garmisch-Partenkirchen, et les championnats du monde en février à Paris. Elle est la première patineuse japonaise à participer à toutes ces compétitions. Lors de son voyage européen, elle est accompagnée par ses compatriotes masculins Kazuyoshi Oimatsu, Toshikazu Katayama, Zenjiro Watanabe et Tsugio Hasegawa.
Les compétitions internationales s'interrompent ensuite pendant le second conflit mondial de 1940 à 1946. Le Japon faisant partie des pays vaincus, les athlètes japonais sont interdits de compétitions internationales pendant quatre années, de 1947 à 1950.
Etsuko Inada se présente une seconde fois à des championnats du monde, en 1951 à Milan, accompagnée de son compatriote masculin Ryusuke Arisaka. Elle est encore la seule patineuse japonaise de la compétition. Elle prend sa retraite sportive l'année suivante en 1952.

## Palmarès
| Compétition | 1935 | 1936 | 1937 | 1938 | 1939 | 1940 | 1941 | 1942 | 1943 | 1944 | 1945 | 1946 | 1947 | 1948 | 1949 | 1950 | 1951 |
| Jeux olympiques d'hiver |      | 10e  |      |      |      | JA   |      |      |      | JA   |      |      |      | JI   |      |      |      |
| Championnats du monde |      | 10e  |      |      |      | CA   | CA   | CA   | CA   | CA   | CA   | CA   | CI   | CI   | CI   | CI   | 21e  |
| Championnats d'Europe |      | 9e   |      |      |      | CA   | CA   | CA   | CA   | CA   | CA   | CA   | CI   | CI   | -    | -    | -    |
| Championnats du Japon | 1re  |      | 1re  | 1re  | 1re  | 1re  | 1re  | CA   | CA   | CA   | CA   | CA   |      |      | CA   | CA   | 1re  |
| Légende : JA = Jeux olympiques annulés ; JI = Jeux olympiques interdits aux japonais ; CA= Championnats annulés ; CI = Championnats interdits aux japonais |      |      |      |      |      |      |      |      |      |      |      |      |      |      |      |      |      |